# HMS Unruly (P49)
 (août 2016).
Le HMS Unruly (P49) est un sous-marin de la classe Umpire de la Royal Navy. Il a été construit en 1941 par Vickers-Armstrongs à Barrow-in-Furness (Angleterre). C’est le seul navire de la Royal Navy à avoir porté ce nom.

## Carrière
Après une première année passée à escorter des convois et patrouiller entre l’Angleterre et la Norvège, le HMS Unruly effectue toutes ses missions en Méditerranée, avant de retourner au Royaume Uni en août 1944. Il a coulé le cargo français Saint-Lucien, le cargo italien Valentino Coda, 12 voiliers, dont le grec Aghios Giorgios, et le mouilleur de mines allemand Bulgaria. 
Le HMS Unruly a aussi endommagé le pétrolier italien Cesco et le cargo italien Nicolo Tommaseo qui sera coulé plus tard par l’aviation alliée.
L’une des actions les plus significatives est d’avoir coulé le sous-marin italien Acciaio le 13 juillet 1943 pendant l’opération Husky. Quatre torpilles sont tirées et une seule touche le sous-marin qui sombre avec ses 46 membres d’équipage. 
Le HMS Unruly survit à la guerre. De décembre 1944 à juin 1945, il est utilisé pour l’entraînement. Il est démantelé en février 1946.